# Phymactis papillosa
Phymactis papillosa is een zeeanemonensoort uit de familie Actiniidae.
Phymactis papillosa is voor het eerst wetenschappelijk beschreven door Lesson in 1830.